# Charlie Murphy (actriță)
Charlotte Murphy (n. 30 noiembrie 1987, Enniscorthy⁠(d), Leinster⁠(d), Irlanda) este o actriță irlandeză. Este cunoscută mai ales pentru rolul Siobhán Delaney în serialul dramatic realizat de televiziunea irlandeză RTÉ Love/Hate, pentru care a câștigat Premiul pentru Film și Televiziune Irlandeză din 2013 pentru cea mai bună actriță TV și pentru rolul Ann Gallagher în serialul realizat de BBC One Happy Valley. În prezent, ea apare în serialul BBC One, Peaky Blinders.

## Viața timpurie
Murphy s-a născut la 30 noiembrie 1984 în Enniscorthy, fiica proprietarilor unui salon de coafură Brenda și Pat Murphy. Are cinci frați. Familia s-a mutat la Wexford când avea 12 ani. A urmat cursurile Școala de actorie Gaiety din 2006 până în 2008.

## Filmografie

### Film și televiziune
| An        | Titlu                   | Rol                            | Notes       |
| --------- | ----------------------- | ------------------------------ | ----------- |
| 2009      | The Clinic              | Natasha Halpin                 | serial TV   |
| 2010      | Single-Handed           | Mairead O'Sullivan             | serial TV   |
| 2010–2014 | Love/Hate               | Siobhan Delaney                | serial TV   |
| 2012      | Misfits                 | Grace                          | serial TV   |
| 2013      | Philomena               | Kathleen                       | Film        |
| 2013      | Ripper Street           | Evelyn Foley                   | serial TV   |
| 2013–2014 | The Village             | Martha Lane / Martha Allingham | serial TV   |
| 2014      | '71                     | Brigid                         | Film        |
| 2014      | Northmen: A Viking Saga | Inghean                        | Film        |
| 2014      | Quirke                  | Deirdre Hunt                   | Mini-serial |
| 2014–2016 | Happy Valley            | Ann Gallagher                  | serial TV   |
| 2015      | The Last Kingdom        | Iseult                         | serial TV   |
| 2016      | To Walk Invisible       | Anne Brontë                    | serial TV   |
| 2016      | Rebellion               | Elizabeth Butler               | Mini-serie  |
| 2017      | Străinul                | Maggie/Sara McKay              | Film        |
| 2017–2019 | Peaky Blinders          | Jessie Eden                    | serial TV   |